# Jenófanes (cráter)

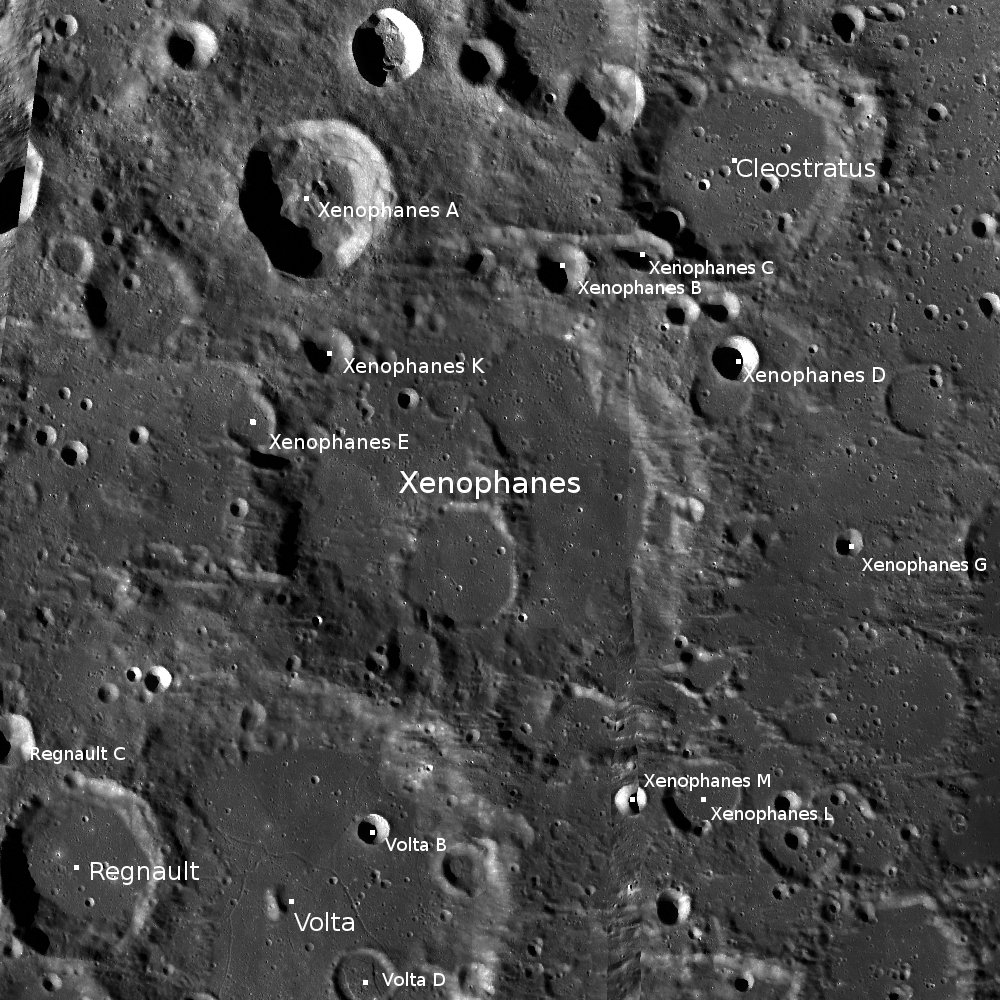
Localización de Xenophanes. Fotografía de la misión LRO

Jenófanes, también conocido como Xenophanes, es un cráter de impacto que se encuentra en el borde noroccidental de la cara visible de la Luna. Está casi unido al cráter Volta, una formación similar al sursureste. Al noreste se encuentra el cráter más pequeño Cleostratus. Este cráter se observa notablemente acortado debido a la perspectiva, lo que dificulta su observación.
Está notablemente erosionado, con una pared exterior superpuesta con varios cráteres menores. Una cadena de cráteres se encuentra junto al borde norte y noreste. En el extremo oeste un par de colinas se elevan casi hasta el nivel del exterior del cráter. Al noreste se encuentra Jenófanes A, un cráter satélite de borde afilado, e interior rugoso.
La superficie interior es irregular, pero existen secciones que fueron inundadas con lava. Un par de cráteres inundados se encuentran junto a las secciones sur y nororiental del interior. El interior es menos irregular en su zona más oriental.

## Cráteres satélite
Los cráteres satélite son pequeños cráteres situados próximos al cráter principal, recibiendo el mismo nombre que dicho cráter acompañado de una letra mayúscula complementaria (incluso si la formación de estos cráteres es independiente de la formación del cráter principal). Por convención, estas características son identificadas en mapas lunares poniendo la letra en el lado del punto medio del cráter que se encuentre más cercano al cráter principal.
|            | \| Xenophanes \| Coordenadas \| Diámetro \| \| ---------- \| ----------------------------- \| -------- \| \| A \| 60°06′N 84°48′O / 60.1, -84.8 \| 42 km \| \| B \| 59°24′N 80°30′O / 59.4, -80.5 \| 15 km \| \| C \| 59°36′N 78°42′O / 59.6, -78.7 \| 8 km \| \| D \| 58°36′N 77°24′O / 58.6, -77.4 \| 12 km \| \| E \| 58°06′N 85°48′O / 58.1, -85.8 \| 12 km \| \| F \| 56°42′N 73°12′O / 56.7, -73.2 \| 24 km \| \| G \| 56°54′N 75°42′O / 56.9, -75.7 \| 7 km \| \| K \| 58°42′N 84°30′O / 58.7, -84.5 \| 13 km \| \| L \| 54°48′N 78°36′O / 54.8, -78.6 \| 21 km \| \| M \| 54°48′N 79°36′O / 54.8, -79.6 \| 9 km \| |          |
| Xenophanes | Coordenadas | Diámetro |
| A          | 60°06′N 84°48′O / 60.1, -84.8 | 42 km    |
| B          | 59°24′N 80°30′O / 59.4, -80.5 | 15 km    |
| C          | 59°36′N 78°42′O / 59.6, -78.7 | 8 km     |
| D          | 58°36′N 77°24′O / 58.6, -77.4 | 12 km    |
| E          | 58°06′N 85°48′O / 58.1, -85.8 | 12 km    |
| F          | 56°42′N 73°12′O / 56.7, -73.2 | 24 km    |
| G          | 56°54′N 75°42′O / 56.9, -75.7 | 7 km     |
| K          | 58°42′N 84°30′O / 58.7, -84.5 | 13 km    |
| L          | 54°48′N 78°36′O / 54.8, -78.6 | 21 km    |
| M          | 54°48′N 79°36′O / 54.8, -79.6 | 9 km     |